# Franco Zapiola
Franco Zapiola, né le 19 février 2001 à Magdalena en Argentine, est un footballeur argentin qui joue au poste d'ailier gauche à l'Estudiantes La Plata.

## Biographie

### En club
Né à Magdalena en Argentine, Franco Zapiola est formé à l'Estudiantes La Plata. Il joue son premier match en professionnel le 17 juillet 2021, lors d'une rencontre de championnat face au CA Sarmiento. Il entre en jeu et son équipe s'impose par trois buts à zéro.
Zapiola fait sa première apparition en Copa Libertadores le 3 mars 2022 contre le club chilien de l'Audax Italiano. Il entre en jeu et son équipe l'emporte par deux buts à zéro. Le 2 avril 2022, Zapiola inscrit son premier but en professionnel, à l'occasion d'une rencontre de Coupe de la Ligue professionnelle face au CD Godoy Cruz. Il entre en jeu à la place de Matías Pellegrini et inscrit dans le temps additionnel un penalty qui permet à son équipe d'égaliser et d'ainsi obtenir le point du match nul (3-3 score final).
Zapiola inscrit son premier but en Copa Libertadores le 8 avril 2022, contre le Vélez Sarsfield. Buteur après son entrée en jeu, il participe à la victoire de son équipe par quatre buts à un.
Lors de l'année 2022, Zapiola s'impose en équipe première, gagnant le cœur des supporters de l'Estudiantes et attirant les convoitises en vue d'un futur transfert. Finalement, le joueur prolonge son contrat avec l'Estudiantes le 27 septembre 2022, il est alors lié au club jusqu'en décembre 2024,.